# Bring on the Night (chanson)
Pour les articles homonymes, voir Bring on the Night.
Singles de The Police
Walking on the Moon
(1979) The Bed's Too Big Without You
(1980)
Pistes de Reggatta de Blanc
It's Alright for You
(3) Deathwish
(5)
Bring on the Night est une chanson du groupe The Police parue sur l'album Reggatta de Blanc en 1979.
Le single fut publié uniquement en Allemagne et France.

## Classement
| Classement (1979) | Meilleure place |
| ----------------- | --------------- |
| France (SNEP)     | 6               |